# Entertainment Channel
Entertainment Channel war ein deutschsprachiger Fernsehsender mit Sitz in Berlin. Der ausschließlich digital zu empfangende Spartensender strahlte Unterhaltungsformate mit Schwerpunkt auf die Bereiche Mode, Film, Musik und Lifestyle aus. Das Motto des Senders lautete: „Get in touch with the stars“ (deutsche Übersetzung: „Treten Sie in Kontakt mit den Stars“).
Die ehemals bei VIVA tätige Fernsehmoderatorin Milka Loff Fernandes sowie die heutige n-tv-Wetterredakteurin Eva Schulz (heute Imhof) agierten für den Entertainment Channel.

## Geschichte
Am 22. Juli 2004 beantragte die Star! Entertainment Factory GmbH bei der Medienanstalt Berlin-Brandenburg eine Sendelizenz für ihr Programm Star! TV. Vorbild war der kanadische Sender Star! vom Medienunternehmen CHUM Limited. Aufgrund einer einstweiligen Verfügung durch den Schweizer Sender Star TV musste von dem Projekttitel Abstand genommen werden.
Ursprünglich sollte der Entertainment Channel auch analog über die Satellitenflotte von SES Astra verbreitet werden, was im Herbst 2005 auf den Etiketten eines Mineralwasserproduktes angekündigt wurde. Dieses Vorhaben wurde jedoch aufgegeben; man setzte ausschließlich auf digitale Verbreitungswege.
Der Sendebetrieb wurde – bedingt durch den Rechtsstreit mit Star TV – mit einigen Monaten Verspätung am 3. November 2005 aufgenommen.
Im August 2006 ging das eigenproduzierte Entertainment Magazin mit Milka Loff Fernandes auf Sendung.
Die Trendsport- und Musikvideosendung Much Adrenaline wurde vom 23. März 2007 bis 1. Juni 2007 auf GIGA ausgestrahlt. GIGA ergänzte die Beiträge durch Anmoderationen von Arno Tüting. Während der Sendung wurde ergänzend zu der eigenen Senderkennung das Logo des Entertainment Channels eingeblendet.
Im Entertainment Channel gab es mit Ausnahme von vereinzelten Dauerwerbesendungen in den letzten Wochen des Bestehens keinerlei Werbespots.
Neben der Mineralwasser-Werbekampagne wurde der Besitzer der Star! Entertainment Factory GmbH, die Entertainment Factory Inc. (EFI) in größerem Maße in diversen Finanzmedien (zum Beispiel Focus Money) beworben. Dabei wurde die EFI aufgrund der Zielgruppe und des damit zusammenhängenden Potenzials des Entertainment Channels als relevant dargestellt.
Tatsächlich musste der Entertainment Channel infolge der Insolvenz der Star! Entertainment Factory den Sendebetrieb einstellen: Zunächst wurde das Signal am 12. Oktober 2007 gekappt. Am 15. Oktober wurde der Sendebetrieb mit einer reduzierten Bildqualität wieder aufgenommen, ehe die endgültige Einstellung am 18. Oktober erfolgte. Dabei wurde von Seiten des Geschäftsführers Hans Jörg Finsterwald eine Neuausrichtung und eine neue Gesellschafterstruktur angekündigt. Gegen Finsterwald wurde wegen möglicher Insolvenzverstöße ermittelt.

## Programm
Die Betreiber des Entertainment Channels hatten Zugriff auf eine umfangreiche Programmbibliothek des Unternehmens CHUM Limited. Diese sei an den (offenbar sehr geringen) Werbeeinnahmen beteiligt gewesen. Dafür sei der Zugang zu der Bibliothek sehr günstig zu erlangen gewesen. Die gegenwartsbezogen und journalistisch aufbereiteten Inhalte wurden für den deutschsprachigen Markt übersetzt und durch eigenproduzierte Beiträge ergänzt, welche in den ursprünglich kanadischen Formaten eingebettet wurden.
Die einzige rein lokal und regelmäßig produzierte Sendung war das Entertainment Magazin mit Milka Loff Fernandes aus Berlin, ein Format über aktuelle Entwicklungen im sogenannten „Lifestyle“-Bereich, welche beispielsweise Musik, Film und Architektur umfasst.
Eva Schulz fungierte als Außenreporterin bei Premieren und Veranstaltungen wie die Berlinale und hatte ihre eigene Rubrik.

### Sendungen (Auswahl)
- Action! (Porträts von Filmschaffenden)
- Art of Architecture (Architektur)
- Clip Trip (Musikvideos)
- Egos & Icons (Porträts von Musikern)
- Entertainment Magazin
- FashionTelevision (Mode)
- Moviestart (aktuelle Filme)
- Much Adrenaline (Trendsport und Musikvideos)
- SexTV (Sexualität und Romantik)
- Star! Daily (Boulevard)
- Star! Closeup (Interviews und Porträts)
- The Spin (Subkultur)
- The Story of... (Porträts)
- TV Frames (ausländische Kulturen)
- Uncovered (Zeitgeistphänomene)

## Empfang
Der Fernsehsender wurde digital und frei über den Satelliten Astra (19.2° Ost auf der Frequenz 12,633 GHz horizontale Polarisation), in einigen Kabelnetzen sowie im Livestream bei Zattoo verbreitet.